# Paul O'Brien
Paul O'Brien es un actor sudafricano-australiano, conocido por haber interpretado a Jack Holden en la serie Home and Away.

## Biografía
Paul nació en Sudáfrica y creció en Australia y Mauricio. Tiene un hermano Chad O'Brien y una hermana menor Taryn Lee O'Brien, en la secundaria lo llamaban "Ace" y su familia le dice "Paulie". Asistió al St. Kevins en Benowa y pasó un año estudiando construcción, antes de decidirse por la actuación. 
O'Brien trabajó como chef y modelo para Chadwicks, le gusta cocinar, tocar la guitarra, surfear y jugar golf, a veces surfeaba con el actor Chris Hemsworth.
Es muy buen amigo de la actriz Jodi Gordon y del actor Jon Sivewright, con quienes trabajó en la serie Home and Away.
Paul salió con Janneke Verschwre, pero la relación terminó poco después.
Más tarde salió con Kelly Landry, pero la relación terminó.
En el 2008 salió con Lauren Rago, sin embargo la relación terminó más tarde.

## Carrera
Paul participa en diversas organizaciones benéficas. Actualmente gestiona una escuela de interpretación en St. Kilda, Actors Nest.
En el 2005 apareció en la película independiente Parallels del director Ben Warner, y ese mismo año participó como invitado en un episodio de la serie cómica Last Man Standing.
En el 2008 apareció en el thriller The Life o'Simon, donde interpretó a Gerald, en febrero del mismo año participó en la tercera temporada del programa It Takes Two, junto a su compañera la cantante Jade MacRae, pero Paul quedó en el cuarto lugar; en la primera semana cantaron "Wonderwall" de Oasis, durante la segunda semana cantaron "Dance Floor Anthem" de Good Charlotte, en la cuarta cantaron "Imagine" de John Lennon, en la quinta "Simply Irresistible" de Robert Palmer. Durante la sexta semana cantaron "Hot Stuff" de Donna Summer, la siguiente semana interpretaron "Mack the Knife" de Bobby Darin y durante su última semana cantaron "Unchain My Heart" de Joe Cocker y "All Shook Up" de Elvis Presley. La organización que escogió para representar en el programa fue Starlight Children's Foundation, una organización de caridad para niños. Un año después apareció en la película de acción Sweet Marshall. 
En el 2005 se unió al elenco de la exitosa serie australiana Home and Away, donde interpretó al policía Jack Holden, hasta el 2009, después de que Jack recibiera accidentalmente un disparo de su compañero Angelo Rosetta, mientras se encontraban persiguiendo a un sospechoso. Su primera aparición fue el 25 de agosto en el episodio 4020, Jack es hijo de Tony Holden, hermano de Lucas Holden y esposo de Martha McKenzie.
En el 2011 apareció en la película dramática Underbelly Files: Tell Them Lucifer Was Here donde interpretó al policía Rodney "Rod" Miller junto a al actor Todd Lasance.

En el 2013 apareció en la película John Doe interpretando al oficial J. Callahan y en Thunder Road donde dio vida a Col de grande. En octubre del mismo año se anunció que aparecería como invitado en la serie australiana Neighbours donde daría vida a Eric Edwards, un cliente de Toadfish Rebecchi, hasta el 30 de octubre del mismo año.

## Filmografía

### Series de televisión
| Año         | Título            | Personaje        | Notas            |
| ----------- | ----------------- | ---------------- | ---------------- |
| 2013        | Neighbours        | Eric Edwards     | 4 episodios      |
| 2010        | In I.T. Comedy    | Nigel            | episodio "Pilot" |
| 2005 - 2009 | Home and Away     | Jack Holden      | 402 episodios    |
| 2005        | Last Man Standing | Director de Arte | episodio # 1.22  |

### Películas
| Año  | Título                                       | Personaje                   | Notas                                                                        |
| ---- | -------------------------------------------- | --------------------------- | ---------------------------------------------------------------------------- |
| 2014 | John Doe: Vigilante                          | Oficial J. Callahan         | junto a Jamie Bamber, Louise Crawford & Lachy Hulme                          |
| 2013 | Thunder Road                                 | Col (a los 35 años)         | junto a Jeremy Kewley, Dean Kirkright, David Healy & Javier Rodriguez        |
| 2013 | Message Man                                  | Ryan Teller                 | junto a Jeremy Kewley, Dean Kirkright & David Healy                          |
| 2011 | Deep                                         | Rocky                       | corto - junto a Peter Flaherty, Scott Major, Louise McCrae & Carolyn Rey     |
| 2011 | Underbelly Files: Tell Them Lucifer Was Here | Oficial Rodney "Rod" Miller | junto a Todd Lasance, Ditch Davey, Brett Climo, Marshall Napier & Don Hany   |
| 2011 | Faces                                        | Markus (grande)             | corto - junto a Madeleine West & Sue Broberg                                 |
| 2011 | The Family Mills                             | Nathan Mills                | corto - junto a Cate Commisso & Carolyn Rey                                  |
| 2010 | Sleep On It                                  | -                           | corto                                                                        |
| 2009 | Sweet Marshall                               | Joseph                      | junto a Paul Winchester, Billy Holden & Jennifer Isabel King                 |
| 2008 | The Life o'Simon                             | Gerald                      | junto a Francis McMahon, Jess Beazley & Nicole Daniels                       |
| 2006 | Sick to the Vitals                           | George                      | corto - junto a Jessica Mein, Caroline Smart, Jennifer Monk & Dean Kirkright |
| 2005 | Parallels                                    | Blue Suit                   | junto a Evonne Fletcher, Colin MacPherson, Lee Mason & Willow Conway         |
| 2005 | Love is a Square                             | -                           | corto                                                                        |
| 2004 | The Editor's Brother                         | -                           | corto                                                                        |
| 2002 | Overnighter                                  | -                           | corto                                                                        |
| 2002 | Grunge Gods                                  | -                           | corto                                                                        |
| 2002 | Crash and Burn                               | -                           | corto                                                                        |
| 2001 | Surf Ratz                                    | -                           | corto                                                                        |

### Teatro
| Año        | Producción             | Personaje   | Director | Teatro           | Notas |
| ---------- | ---------------------- | ----------- | -------- | ---------------- | ----- |
| 2009       | -                      | -           | -        | -                | -     |
| 2007, 2008 | Aladdin                | Aladdin     | -        | Majestic Theatre | -     |
| 2005       | Hardcore               | Playreading | -        | -                | -     |
| 2004       | Five Minute Call       | Lead        | -        | -                | -     |
| 2003       | Jesus Christ Superstar | Ensemble    | -        | -                | -     |
| 1996       | Blood Wedding          | Lead        | -        | -                | -     |

### Apariciones
| Año  | Programa                      | Notas                       |
| ---- | ----------------------------- | --------------------------- |
| 2008 | It Takes Two                  | 8 episodios - concursante   |
| 2008 | The One                       | aparece como actor invitado |
| 2007 | The 2007 TV Week Logie Awards | -                           |
| 2006 | Telethon                      | episodio del 21 de octubre  |
| 2006 | Sunrise                       | episodio del 12 de mayo     |
| 2004 | Digicosm                      | largometraje                |
| 2004 | Crown Casino                  | aparece en el comercial     |
| 2004 | Kia Automobiles               | comercial                   |
| 2004 | Coolaroo Coverings            | comercial                   |
| 2002 | Meet My Folks                 | ganador                     |

## Premios y nominaciones
| Año  | Categoría                    | Premio                | Serie         | Resultado |
| ---- | ---------------------------- | --------------------- | ------------- | --------- |
| 2008 | Most Popular Actor           | Silver Logie Award    | Home and Away | Nominado  |
| 2007 | Most Popular Actor           | Silver Logie Award    | Home and Away | Nominado  |
| 2006 | Hottest Male                 | -                     | Home and Away | Ganador   |
| 2006 | Cleo Bachelor Of The Year    | Cleo's Bachelor Award | -             | Nominado  |
| 2006 | Most Popular New Male Talent | Silver Logie Award    | Home and Away | Ganador   |